# Henri Maréchal
Henri Maréchal (22. ledna 1842 Paříž – 12. května 1924 Paříž) byl francouzský hudební skladatel.

## Životopis
Narodil se 22. ledna 1842 v Paříži. Studoval hudební teorii u Émila Chevého a Édouarda Batista. Na klavír ho učil Louise Chollet. Na radu Alexise de Castillona vstoupil do třídy Victora Massé na pařížské konzervatoři, kde se také učil na varhany u Françoise Benoista a na kontrapunkt u Charlese-Alexise Chauveta. V roce 1870 získal s kantátou Le Jugement de Dieu Římskou cenu.
Po pobytu v Římě debutoval jako skladatel v Paříži. Složil několik oper, baletů, dramatických skladeb, sborové a orchestrální díla, písně, komorní skladby a moteta. Jeho první opera Les Amoureux de Catherine byla uvedena v roce 1889 a hrála se až do roku 1920.
Psal také články do listu Le Figaro a vydal několik svazků pamětí. Dopisoval a radil se se skladatelkou Marguerite Olagnier.
Zemřel 12. května 1924 v Paříži.